# Zbigniew Ciekliński
Zbigniew Ciekliński (ur. 20 maja 1905 w Samborze, zm. 22 września 1982 w Łodzi) – polski historyk sztuki, konserwator zabytków, krajoznawca, wykładowca na kursach, działacz opieki nad zabytkami. 

## Studia i praca
Ukończył historię sztuki na Wydziale Humanistycznym Uniwersytetu Jana Kazimierza we Lwowie pod kierunkiem prof. Władysława Podlachy.
W 1945 mianowany został pierwszym Wojewódzkim Konserwatorem Zabytków województwa łódzkiego i na tym stanowisku pracował do 1968.
Miał zasługi w ratowaniu zabytkowych obiektów na terenie województwa łódzkiego. 

## Działalność pozazawodowa w turystyce i ochronie zabytków
Do PTK wstąpił w 1936 we Lwowie, a od 1945 należał do Łódzkiego Oddziału PTK. W 1951 stał się członkiem Polskiego Towarzystwa Turystyczno-Krajoznawczego PTTK (po połączeniu PTK i PTT w PTTK w grudniu 1950, w Łodzi w marcu 1951). W latach 1951–1953 był członkiem Zarządu Okręgu PTTK w Łodzi odpowiedzialnym za ochronę zabytków. W latach 1946–1980 prowadził wykłady na wszystkich kursach przewodnickich i przodownickich oraz egzaminował kandydatów ze znajomości zabytków regionu łódzkiego. Do 1957 był wiceprzewodniczącym Okręgowej Komisji Opieki nad Zabytkami. W latach 1962–1982 współpracował z Biuletynem PTTK (obecny „Wędrownik”), prowadząc tam cykl artykułów Skarby Ziemi Łódzkiej.
Zmarł 22 września 1982 w Łodzi, pochowany został na cmentarzu na Dołach w Łodzi.

## Odznaczenia
- Krzyż Kawalerski Orderu Odrodzenia Polski,
- Złoty Krzyż Zasługi,
- Odznaka „Zasłużony Działacz Kultury”,
- Złota Odznaka „Zasłużony Działacz Turystyki”,
- Złota Honorowa Odznaka PTTK,
- Złota Odznaka „Za opiekę nad zabytkami”,
- Honorowa Odznaka Miasta Łodzi,
- Odznaka „Za Zasługi dla Zarządu Wojewódzkiego PTTK w Łodzi”.

## Dzieła
- Z. Ciekliński, Zabytki ziemi wieluńskiej, Łódź 1963
- Z. Ciekliński, "Zabytki województwa łódzkiego. Budownictwo drewniane", Łódzkie Zakłady Graficzne, Łódź 1973